# Balvu novads
Balvu novads is een gemeente in Letgallen in het noordoosten van Letland. De hoofdplaats is Balvi.
De huidige gemeente ontstond op 1 juli 2021, toen de bestaande gemeente werd uitgebreid met de gemeenten Baltinavas novads, Rugāju novads en Viļakas novads.
De eerdere gemeente was in 2009 ontstaan bij een herindeling, waarbij de stad Balvi, het landelijk gebied van Balvi en de landelijke gemeenten Bērzkalne, Bērzpils, Briežuciems, Krišjāņi, Kubuļi, Lazduleja, Tilža, Vectilža en Vīksna waren samengevoegd.

Nationale steden (valstspilsētas):

Daugavpils  · Jelgava · Jūrmala · Liepāja · Rēzekne · Riga · Ventspils

Gemeenten (novadi):

Ādažu novads
· Aizkraukles novads
· Alūksnes novads
· Augšdaugavas novads
· Balvu novads
· Bauskas novads
· Cēsu novads
· Dienvidkurzemes novads
· Dobeles novads
· Gulbenes novads
· Jelgavas novads
· Jēkabpils novads
· Krāslavas novads
· Kuldīgas novads
· Ķekavas novads
· Limbažu novads
· Līvānu novads
· Ludzas novads
· Madonas novads
· Mārupes novads
· Ogres novads 
· Olaines novads
· Preiļu novads
· Rēzeknes novads 
· Ropažu novads
· Salaspils novads
· Saldus novads
· Saulkrastu novads
· Siguldas novads
· Smiltenes novads
· Talsu novads
· Tukuma novads
· Valkas novads
· Valmieras novads
· Varakļānu novads
· Ventspils novads 